# Nataly Attiya

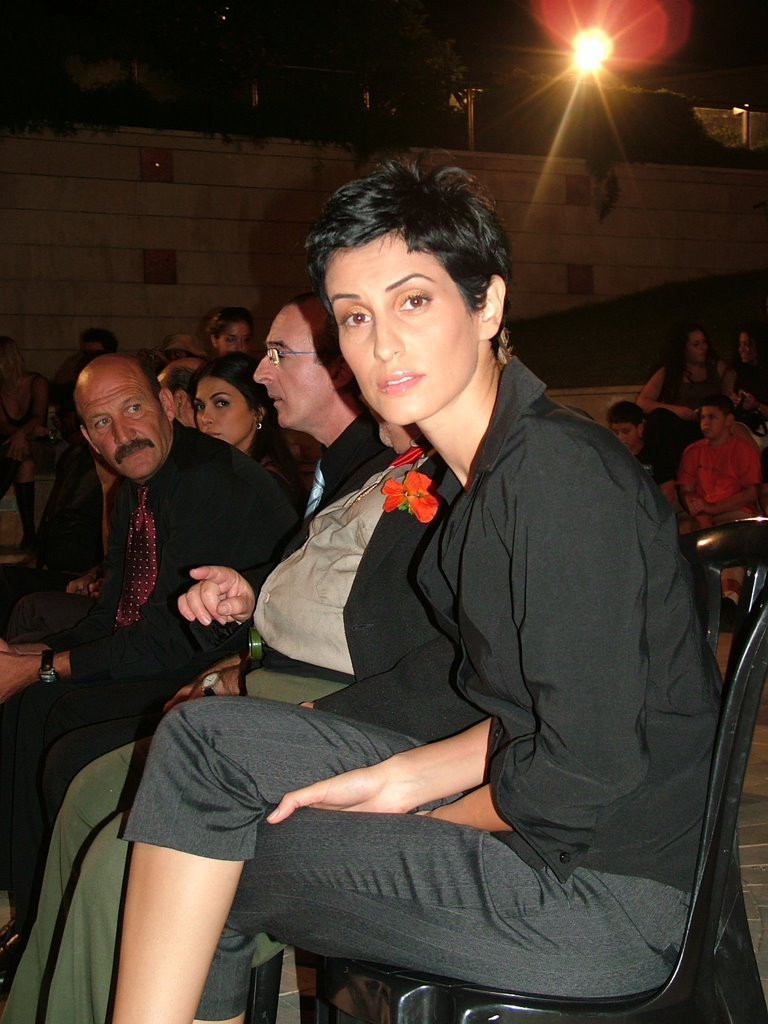
Nataly Attiya (2005)

Nataly Attiya (* 19. Februar 1975 in Tel Aviv) ist eine israelische Schauspielerin.
Nataly Attiya begann als Schülerin eine Karriere als Modell. Im Alter von 15 Jahren arbeitete sie auf den Catwalks von Paris, Mailand und Wien. Sie studierte Klassisches Ballett und Schauspiel.
Attiya begann ihre Schauspielkarriere 1996 in der TV-Serie „Deadly Fortune“ (in Hebräisch: „Kesef Katlani“). Die Serie wurde von Danny Kfir produziert, zuständig für das Marketing war Estee (Etty) Shiraz, und Regie führte Eran Riklis. Die Serie wurde während der Hauptsendezeit auf Kanal 2 und 3 ausgestrahlt und führte Attiya zu einigen weiteren Rollen.
1998 spielte sie in Tag für Tag von Amos Gitai. 2011 wurde sie mit Jonathan Sagalls Film Lipstikka zur 61. Berlinale eingeladen. Sie spielte hier neben Clara Khoury die Hauptrolle.